# Josie Knight
Josie Knight (Dingle, 29 maart 1997) is een Britse weg- en baanwielrenster die tot 2018 de Ierse nationaliteit had.

## Carrière
Knight nam in 2019 deel aan de Europese Spelen waar ze met de Britse ploeg een zilveren medaille won op de ploegenachtervolging. Een jaar later won ze met de Britse ploeg de ploegenachtervolging tijdens de Europese kampioenschappen baanwielrennen.
In 2021 won ze op de Olympische Spelen een zilveren medaille op het onderdeel ploegenachtervolging. Hier reed ze samen met Katie Archibald, Elinor Barker, Neah Evans en Laura Trott.

## Palmares

### Wegwielrennen
2019
1e, 2e en 3e etappe Rás na mBan
Puntenklassement Rás na mBan

### Baanwielrennen
| Jaar        | IK                                             | EK                                   | WK                                   | Overige                                   |             |
| Als juniore | Als juniore                                    | Als juniore                          | Als juniore                          | Als juniore                               | Als juniore |
| ----------- | ---------------------------------------------- | ------------------------------------ | ------------------------------------ | ----------------------------------------- | ----------- |
| 2014        |                                                | achtervolging                        |                                      |                                           |             |
| Als elite   |                                                |                                      |                                      |                                           |             |
| 2019        | scratch                                        |                                      |                                      |                                           |             |
| Jaar        | BK                                             | EK                                   | WK                                   | Overige                                   |             |
| Als elite   |                                                |                                      |                                      |                                           |             |
| 2019        |                                                |                                      |                                      | Europese Spelen: · ploegenachtervolging   |             |
| 2020        | achtervolging · ploegenachtervolging · scratch | ploegenachtervolging                 |                                      |                                           |             |
| 2021        |                                                |                                      | ploegenachtervolging                 | OS: · ploegenachtervolging                |             |
| 2022        |                                                |                                      | ploegenachtervolging · achtervolging | Gemenebestspelen: · ploegenachtervolging  |             |
| 2023        |                                                | ploegenachtervolging · achtervolging | ploegenachtervolging                 |                                           |             |
| 2024        |                                                | achtervolging · ploegenachtervolging | ploegenachtervolging                 | Olympische Spelen: · ploegenachtervolging |             |

Brandt · Burlová · De Clercq · Docx · Geurts · Gielkens · Knight · Van de Paar · Parkinson · Vander Sande · Sigmund · Vervloet · Waterreus